# Padragi-víz
A Padragi-víz Padragkúttól keletre ered, Veszprém vármegyében. A patak forrásától kezdve előbb nyugati irányban halad Kolontárig, ahol beletorkollik a Torna-patakba.
A Padragi-víz vízgazdálkodási szempontból a Marcal Vízgyűjtő-tervezési alegység működési területéhez tartozik.

## Part menti települések
- Padragkút
- Kolontár